# Кофе с молоком
Кофе с молоком (фр. café au lait) — горячий кофейный напиток, приготавливаемый путём смешивания порции кофе с горячим молоком.

## Название и приготовление
Название и процесс приготовления этой разновидности кофе различается в разных странах.

### Европа
В европейских странах кофе с молоком известен под разными названиями: «café con leche» в Испании, «kawa biała» (с пол. — «белый кофе») в Польше, «Milchkaffee» (с нем. — «молочный кофе») в Германии, «koffie verkeerd» (с нидерл. — «неправильный кофе») в Нидерландах. В Северной Европе наиболее распространено французское название напитка — «café au lait».
На своей родине напиток изготавливается из чёрного кофе и заранее подогретого молока. После популяризации эспрессо-машин в 1940-х годах для приготовления кофе с молоком чаще используется эспрессо.
Кофе с молоком подается на «французский манер» (в отличие от итальянского латте): в белой керамической чашке или чаше (латте обычно подаётся в высоком бокале). При этом кофе с молоком может быть изготовлен как на основе эспрессо, так и чёрного кофе, в то время как латте изготавливается только из эспрессо.

### Америка
В США кофе с молоком готовится на основе чёрного кофе, приготовленного капельным способом или во френч-прессе и нагретого паром молока, что отличает его от латте, приготовленного на основе эспрессо. Кофе с молоком в большинстве случаев подаётся в чашке (за исключением некоторых заведений, подающих этот напиток в чаше на французский манер).
В Северной Америке кофе с молоком известен под французским названием — «café au lait». В то же время, некоторые кафе (такие, как Starbucks) подают его под названием «мисто» (англ. misto) и в прозрачных стеклянных чашках.